# Émile Miège
Pour les articles homonymes, voir Miège (homonymie).
Émile Miège, né le 14 juillet 1880 à Paris et mort le 18 juillet 1969 à Aix-en-Provence, est un botaniste français.

## Biographie

### Origine
Émile Miège est orphelin de père à l'âge de 3 ans. Après avoir été élève de l'enseignement primaire supérieur de Paris, il entre en 1898 à l'École nationale d'agriculture de Grignon.

### Scientifique
Devenu ingénieur agricole, il est nommé professeur à l'École d'Agriculture de la Meuse en 1902, puis en 1903 à l'École nationale d'Agriculture de Rennes où il reste jusqu'en 1914. Il poursuit simultanément ses études et est diplômé des sciences chimiques et naturelles appliquées à l'agriculture avec Lucien Daniel et licencié ès-sciences en 1907. Il est Docteur ès-sciences de l'Université de Paris en 1910.

### Recherches
Il est aussi, de 1907 à 1910, chargé du cours d'agriculture au Collège de Fougères et du cours de sciences naturelles à l'École primaire supérieure de Fougères. En 1912, il participe aux travaux du Laboratoire de biologie agricole de l'Institut Pasteur de Paris. Ses travaux et publications en cette période portent essentiellement sur la désinfection des sols, ainsi que sur les semences et leurs divers traitements.

### Première Guerre mondiale
Il est mobilisé le 2 août 1914 lors de la Première Guerre mondiale où il est affecté au Quartier général de la 19e division d'infanterie jusqu'en 1916. Il reçoit la Croix de guerre. Capitaine, il est envoyé en Italie comme Chef de la Mission militaire française de ravitaillement à Naples, chargée du ravitaillement de l'Armée française d'Orient.

### Le Maroc
Muté en 1918 au Maroc en qualité de Sous-Intendant militaire, il y est démobilisé le 9 juin 1919. Il reste alors détaché au Maroc par l'Administration française et recruté par celle du Protectorat français au Maroc, il prend aussitôt la tête du Service de l'Expérimentation agricole dont il sera le chef pendant 22 ans.
Il y organise à partie 1923 la Station de Sélection et d'Essais de semences de Rabat, dite aussi Station de Génétique, qu'il dirige personnellement et qu'il complète en 1930 par un Laboratoire de technologie des blés et des farines. Cet ensemble constitue le noyau du Centre de Recherches agronomiques de Rabat, qu'il crée en 1934.
On lui doit une forte impulsion donnée à l'étude et à la sélection des plantes cultivées au Maroc, et notamment des céréales ainsi qu'à l'introduction de plantes fourragères résistantes à la sécheresse. Simultanément, il poursuivit de nombreux essais tendant à la mise au point des méthodes et des techniques culturales à préconiser pour faire progresser l'agriculture au Maroc.
A l'initiative du Professeur Émile Perrot, il crée en 1920 le Comité marocain des plantes médicinales et à essences. Soutenu dans son action par Albert Demolon et Auguste Oudin, il fait entamer au Maroc dès avant la Seconde Guerre mondiale des études pédologiques. Il crée alors l' Association marocaine d'étude des sols.
Dès 1940, il se préocupe de rechercher les éventuelles productions de remplacement qui pourraient être nécessitées par les restrictions du ravitaillement. Il cumule d'ailleurs pendant les années qui précédèrent la Seconde Guerre mondiale ses fonctions de Chef du Service de l'Expérimentation avec celles de Chef du Service de l'Agriculture.

### Études
On lui doit de ce fait des études sur la dormance des semences, les feuilles de céréales, le mouchetage des grains de blé, le système radiculaire du blé, les diverses espèces de blé du Maroc, de Syrie, du Soudan, et de la Mauritanie, l'influence de l'altitude et du froid sur les plants de pomme de terre cultivés en montagne ou conservés en frigorifique, etc. Les publications d'Emile Miège sont nombreuses, environ 250.
On connaît notamment ses monographies sur les blés durs marocains (1922), les orges marocaines (1924), les caractères secondaires de l'épi de blé (1930), ses comptes rendus annuels d'expérimentation, ses publications répétées sur la valeur boulangère et la valeur semoulière des blés du Maroc, son étude sur la question des eaux salées au Maroc (1932), ses ouvrages sur : les plantes fourragères au Maroc (1934) qui traite des graminées, les cultures complémentaires au Maroc (1938), la première étude sur les sols du Tadla (1940), le sorgho sucré et le maïs, sources de carburant (1940).

### Retraite
Il est à la retraite le 1er avril 1941. Il devient alors Secrétaire général de la Fédération des Chambres françaises d'Agriculture du Maroc et rédacteur en chef de l'Information marocaine. Il crée, préside et anime la Société des Agriculteurs du Maroc. L'indépendance du Maroc entraîne la suppression de ces organismes. Il continue à résider au Maroc après son indépendance.
Il poursuit des travaux personnels et les publient en diverses revues scientifiques et économiques de France et du Maroc. L'Académie des Sciences lui décerne en 1952 le Prix Muteau. Il en est Correspondant en 1954.
Il décède de maladie dans une clinique d'Aix-en-Provence en 1969.

## Postérité
Il est officier de la Légion d'honneur, commandeur de l'ordre du Mérite agricole, Officier d'Académie, Officier de l'ordre du Ouissam alaouite chérifien, titulaire de plusieurs décorations coloniales, il avait également reçu le Prix scientifique du Maroc du Ministère de l'Instruction publique, le prix Lyautey de l'Académie des sciences d'outre-mer, une Médaille d'Or de l'Académie d'agriculture de France en 1931, la Médaille Caillé de la Société de géographie de France, une Médaille de Vermeil de la Société d'encouragement à l'industrie nationale.